# 天野修一
天野 修一（あまの しゅういち、1890年（明治23年）6月15日 - 1976年（昭和51年）12月1日）は、日本の発明家・実業家。アマノ株式会社の創設者。子息に立命館大学名誉教授・学校法人立命館元総長の天野和夫。

## 略歴
三重県鈴鹿郡石薬師村（現在の三重県鈴鹿市石薬師町）出身。1911年（大正元年）、23歳の時に「A式綴紙器」を発明して特許を取得。1931年（昭和6年）、東京蒲田に天野製作所を設立してタイムレコーダー・気象用計器の製造を開始した。1938年（昭和13年）に海軍から雷道計の開発・製造を請け負い横浜菊名に新工場を建設し、1942年（昭和17年）には海軍管理工場に指定されて本社を菊名工場に移転したが、敗戦により工場閉鎖。1947年（昭和22年）、第23回衆議院議員総選挙に神奈川県第1区から出馬するが落選。
1949年（昭和24年）、企業再建整備法によって天野製作所は解散させられた。しかし、天野はすぐに横浜機器株式会社（現在のアマノ株式会社）を創立してタイムレコーダーの生産を再開。国鉄に納入するなど実績を積み、1964年（昭和39年）にはニューヨークに現地法人アマノ・タイムシステムズを設立するなど海外へも販路を拡大していった。
1959年（昭和34年）紫綬褒章、1961年（昭和36年）横浜文化賞、1965年（昭和40年）勲三等瑞宝章を受章。没後の1977年（昭和52年）にアマノ本社敷地内に功績をたたえる天野記念館（現在の天野修一メモリアルホール）が設立された。墓所は多磨霊園。

## 著書
- 『航空の知識』 博文館 (1926年)
- 『鈍根運:天野修一自伝』 天野特殊機械 (1963年)